# František Repka
František Repka (Poprad, 9 gennaio 1966) è un ex combinatista nordico cecoslovacco.

## Biografia
In Coppa del Mondo esordì il 23 febbraio 1985 a Leningrado (10°) e ottenne l'unico podio il 29 dicembre 1988 a Oberwiesenthal (3°).
In carriera prese parte a un'edizione dei Giochi olimpici invernali, Calgary 1988 (30° nell'individuale), e a due dei Campionati mondiali (6° nella gara a squadre a Sarajevo/Rovaniemi/Engelberg 1984 e a Lahti 1989 i migliori risultati).

## Palmarès

### Mondiali juniores
- 3 medaglie:
  - 3 bronzi (gara a squadre a Randa/Täsch/Zermatt 1985; individuale a Lake Placid 1986; gara a squadre ad Asiago 1987)

### Coppa del Mondo
- Miglior piazzamento in classifica generale: 18º nel 1989
- 1 podio (individuale):
  - 1 terzo posto